# 酒井利雄 (政治家)

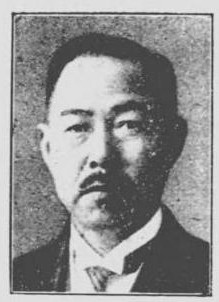
酒井利雄

酒井 利雄（さかい としお、1891年（明治24年）7月7日 - 1969年（昭和44年）2月3日）は、大正から昭和期の実業家、政治家。衆議院議員（1期）、参議院議員（1期）、福井県会議長、福井県坂井郡鳴鹿村長。

## 経歴
福井県坂井郡鳴鹿村楽間（丸岡町を経て現坂井市丸岡町楽間）で、酒井利右衛門の長男として生まれる。1916年（大正5年）家督を相続した。土木建築請負業を営む。
鳴鹿村会議員を経て1934年（昭和9年）鳴鹿村長に就任。福井県会議員に選出され、同議長も務めた。1942年（昭和17年）4月、第21回衆議院議員総選挙に翼賛政治体制協議会の推薦を受け福井県全県区から出馬して当選し、衆議院議員を1期務めた。この間、翼賛政治会政調鉄道・農林兼務委員などを務めた。戦後、日本進歩党に所属し、その後、公職追放となった。追放解除後、1953年（昭和28年）4月の第3回参議院議員通常選挙に福井県地方区から自由党公認で出馬して当選し、参議院議員に1期在任した。この間、自由党党務委員、同会計監督、同福井県支部長、自由民主党福井県支部連会長、参議院逓信委員長などを務めた。
また、農政・土木建築に精通し、水力発電所工事、架橋工事、永平寺鉄道工事、農地造成工事、国営鳴鹿堰工事（現九頭竜川鳴鹿大堰に改修）などを担い、福井県森林組合連合会長、酒井建設工業社長、桐生競艇施設社長、坂井木材社長、丸岡製氷社長、飛島組（現飛島建設）取締役、福井放送取締役、福井駅ビル取締役などを務めた。
1957年（昭和32年）2月結核撲滅事業資金として財団法人結核予防会福井県支部へ10万円寄付により同年8月12日紺綬褒章受章。
1958年（昭和33年）春の褒章で建設業に携わり技術向上事業発展に努め業界団体の要職に就いて振興に寄与したとして藍綬褒章受章。
1964年（昭和39年）4月福井県老人福祉センター建設費のため100万円寄付により1966年（昭和41年）1月26日紺綬褒章受章（飾版）、寄付の功績顕著として木杯一組台付を賜った。
1965年（昭和40年）春の叙勲で勲二等瑞宝章受章。
1969年（昭和44年）2月3日死去、77歳。死没日をもって正四位に叙される。

## 伝記
- 酒井利雄伝記編纂委員会編『酒井利雄伝』酒井建設工業、1961年。